# Chrysotus cockerellae
Chrysotus cockerellae är en tvåvingeart som beskrevs av Charles Howard Curran 1929. Chrysotus cockerellae ingår i släktet Chrysotus och familjen styltflugor. Inga underarter finns listade i Catalogue of Life.